# 浜村淳青春物語
『関西電力ドラマスペシャル 浜村淳青春物語』は、2019年4月13日・4月20日（いずれも土曜日）の20:00 - 21:00にMBSラジオで放送されたラジオドラマ。主演は佐々木蔵之介で、同局の生ワイド番組『ありがとう浜村淳です』の放送開始45周年を記念して制作された。
提供は関西電力ほか。なお、主演の佐々木は2016年より関西電力のCMに出演している。
2019年11月24日（日曜日）の19:30 - 21:00に、MBSラジオで再放送。前・後編2本分の音源を再編集で1本の番組に仕上げた一方で、本放送と違ってスポンサーを付けなかった。

## キャスト
- 浜村淳 - 佐々木蔵之介
- 辻葉子
- 八田麻住
- 高木稟
- 蟷螂襲
- や乃えいじ
- 林英世
- 堀部由加里
- 浜村淳 - 本人役(冒頭のみ)
- 鳥居睦子 - 近所のおばちゃん
- 佐々木りつ子 - 学校の先生
- 吉村珠佳(ありがとう娘。)
- 西田愛(ありがとう娘。)
- 岡田麻紗巳(ありがとう娘。)
- 田下愉香(ありがとう娘。)